# Sabacon jiriensis
Sabacon jiriensis is een hooiwagen uit de familie Sabaconidae.